# Petříkovice (Mladoňovice)
Petříkovice je malá vesnice, část obce Mladoňovice v okrese Chrudim. Nachází se asi 1,5 km na jihovýchod od Mladoňovic. Prochází zde silnice II/340. V roce 2009 zde bylo evidováno 15 adres. V roce 2001 zde trvale žilo 39 obyvatel.
Petříkovice leží v katastrálním území Petříkovice u Mladoňovic o rozloze 2,71 km2. V katastrálním území Petříkovice u Mladoňovic leží i Rtenín.